# 378 a.C.

## Eventos

### Em Roma
- Licínio Menênio Lanato, pela terceira vez, Quinto Servílio Fidenato, pela segunda vez, Espúrio Fúrio Medulino, Marco Horácio Púlvilo, Públio Clélio Sículo, Lúcio Gegânio Macerino, tribunos consulares em Roma.

### Na Grécia
- O general e estadista tebano Epaminondas assume o comando de Tebas. Pelópidas é eleito Beotarca, ou chefe magistrado, da cidade.